# Jarząb nieszpułkowy
Jarząb nieszpułkowy (Sorbus chamaemespilus (L.) Crantz lub (w zależności od ujęcia) Chamaemespilus alpina (Mill.) K.R.Robertson & J.B.Phipps) – gatunek rośliny z rodziny różowatych (Rosaceae).

## Rozmieszczenie geograficzne
Występuje w południowej, środkowej i wschodniej Europie. Rośnie tam głównie w górach, sięgając do wysokości 2000 m. W Polsce jest bardzo rzadki, występuje wyłącznie w Tatrach. Podany tutaj został z 5 stanowisk w Tatrach Wysokich i 13 w Tatrach Zachodnich: Furkaska, Wielkie Koryciska, Małe Koryciska, Kominiarski Wierch, okolice Iwaniackiej Przełęczy, Jasiowe Turnie, Jatki nad Doliną Strążyską, Dolina Strążyska, grzbiet nad Końskim Żlebem, Suchy Wierch, Sarnia Skała, Krokiew, Dolina Olczyska, Jarząbczy Wierch, Mała Koszysta, powyżej Doliny Roztoki („ku Krzyżnemu”), Dolina Pięciu Stawów Polskich, powyżej wodospadu Siklawa, Niżnia Kopa, Urwany Żleb nad Morskim Okiem.

## Morfologia
PokrójŚrednio rozgałęziony krzew o wysokości do 2 m, wyjątkowo do 3 m. Młode pędy są zazwyczaj owłosione. Zwykle wytwarza odrosty.
LiścieEliptyczne do podługowatych, skórzaste i sztywne, o piłkowanych brzegach. Mają długość 3–7 cm, na górnej stronie są ciemnozielone i połyskliwe, na spodniej niebieskozielone.
KwiatyRóżowe, zebrane w dość gęste baldachogrona.
OwocOwoc pozorny, kulisty, w kolorze od czerwonego do brązowoczerwonego. Ma długość około 1 cm i mdły smak.

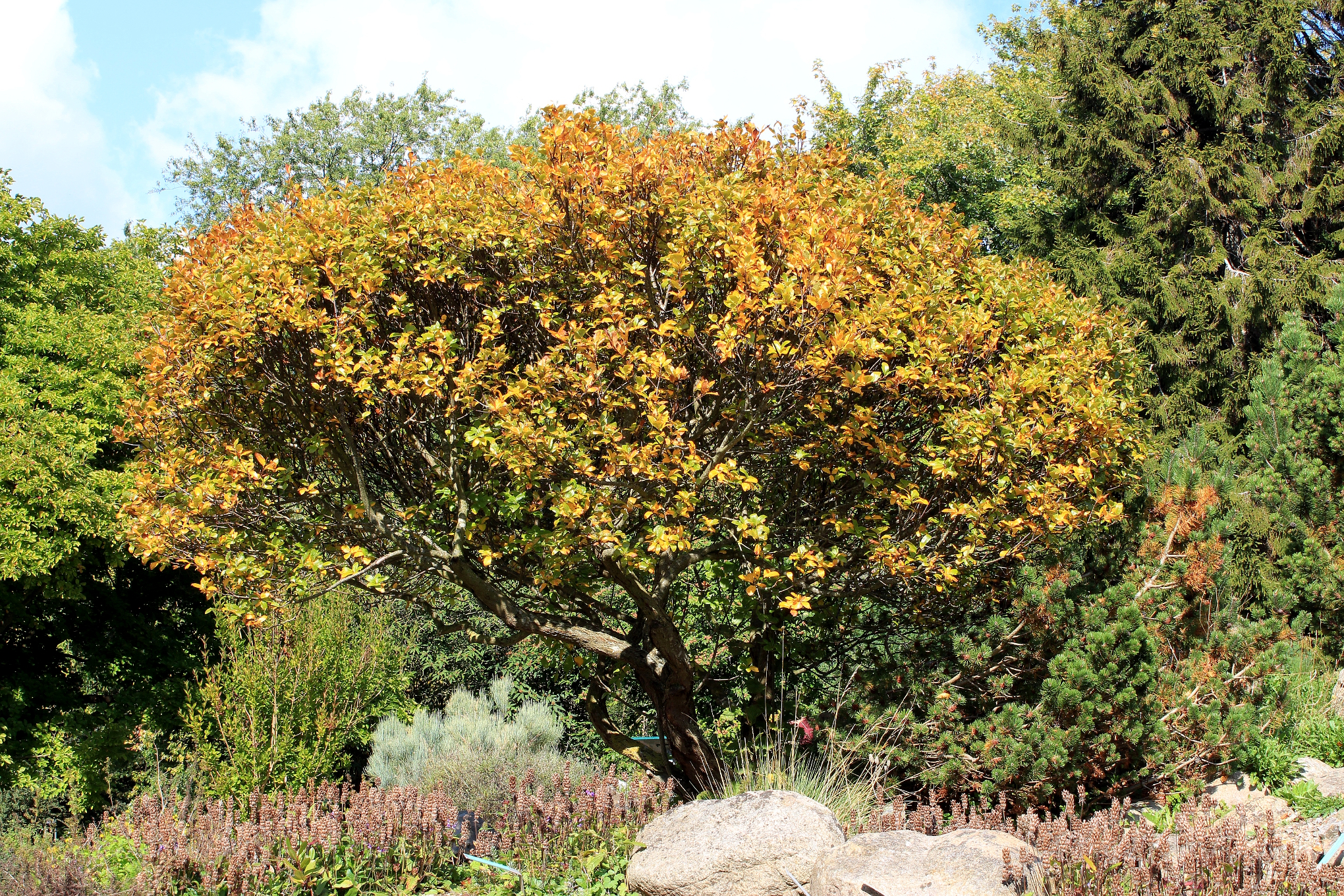
Pokrój
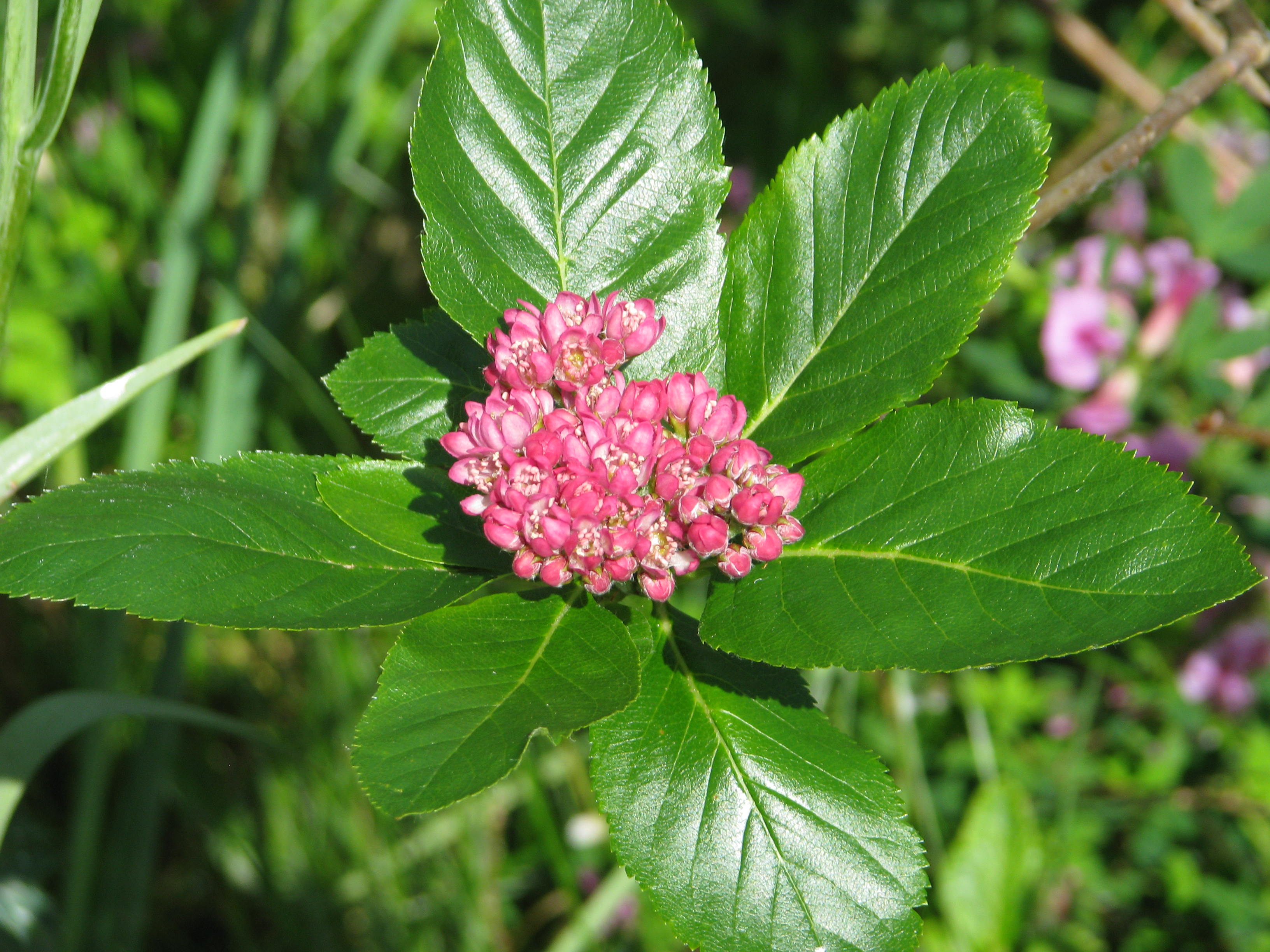
Pęd z kwiatami
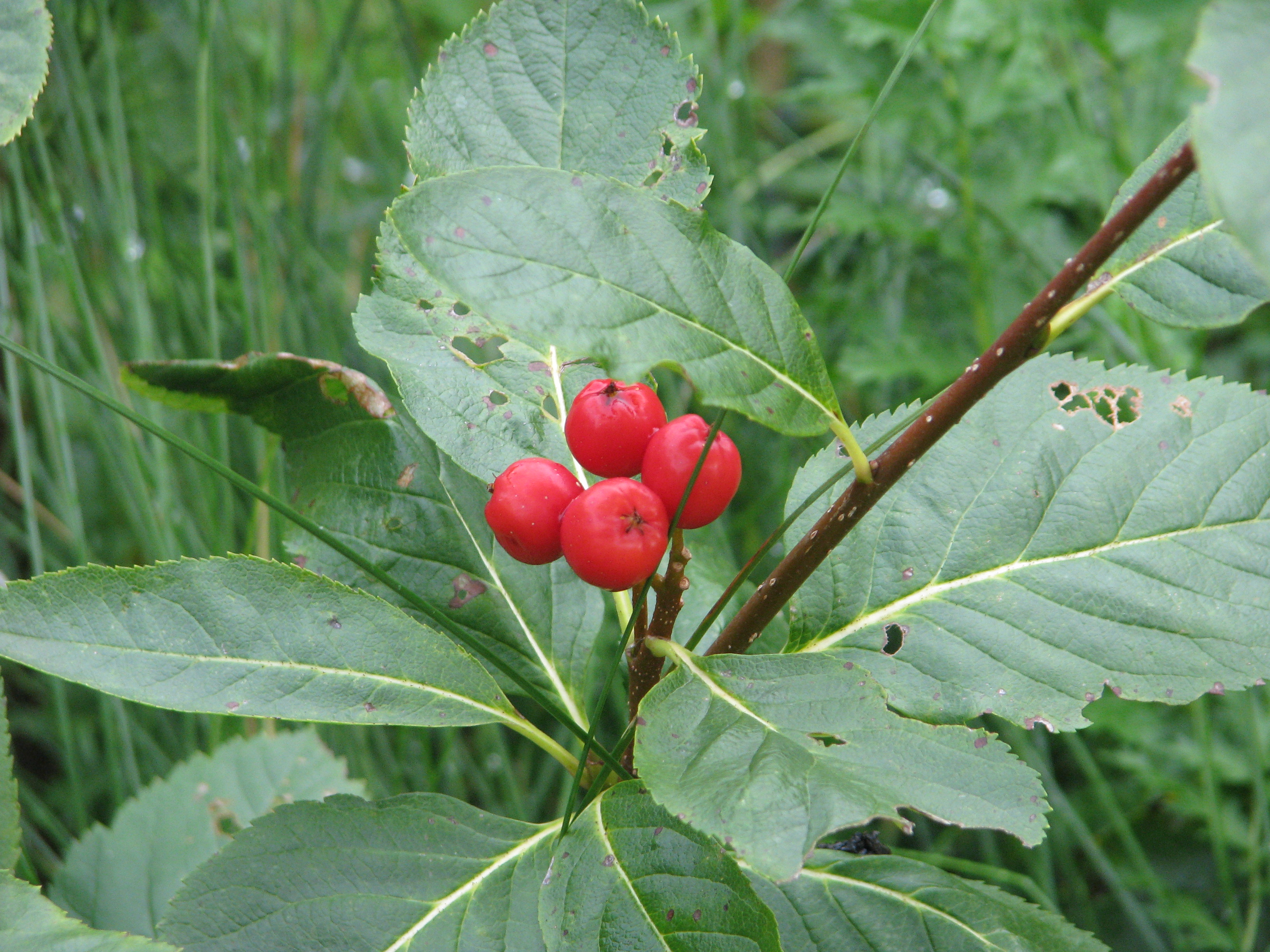
Pęd z owocami

## Biologia i ekologia
Występuje głównie w reglu i w piętrze kosówki na świetlistych i skalistych miejscach, głównie na podłożu wapiennym, rzadko tylko na granicie. Kwitnie w czerwcu i lipcu. Liczba chromosomów 2n = 34, 68. W polskich Tatrach na poszczególnych stanowiskach występuje w liczbie od kilku do kilkudziesięciu kwitnących i owocujących krzewów.

## Systematyka
Gatunek wyodrębniany jest do własnego, monotypowego rodzaju Chamaemespilus jako Ch. alpina (Mill.) K.R.Robertson & J.B.Phipps.
Tworzy mieszańce z jarzębami podrodzaju lub rodzaju (w zależności od ujęcia) Aria określane jako rodzaj Majovskya oraz z jarzębami z podrodzajów (lub rodzajów) Aria i Sorbus s.str. określane jako rodzaj Normeyera.

## Zagrożenia
Kategorie zagrożenia gatunku:
- Kategoria zagrożenia w Polsce według Czerwonej listy roślin i grzybów Polski (2006)[11]: R (rzadki); 2016: VU (narażony)[12].
- Kategoria zagrożenia w Polsce według Polskiej Czerwonej Księgi Roślin (2001, 2014): VU (narażony na wymarcie)[13].

Wszystkie stanowiska w Polsce znajdują się na obszarze Tatrzańskiego Parku Narodowego. Jest też uprawiany w Górskim Ogrodzie Botanicznym PAN w Zakopanem. Kilka krzewów rosnących obok dawnego schroniska Blaszyńskich w Dolinie Chochołowskiej zostało wyhodowane z nasion zebranych w Wielkich Koryciskach. Zagrożenie dla niego stanowią jelenie, które zimą zgryzają jego pędy, zaś niektóre jego stanowiska (np. na Sarniej Skale) ulegają zalesieniu. Na zgryzanie przez jelenie wydaje się jednak być dość odporny, z łatwością odtwarza nowe pędy z tych, które przetrwały niezgryzione pod śniegiem.